# Saint-Dizant-du-Bois
Saint-Dizant-du-Bois è un comune francese di 112 abitanti situato nel dipartimento della Charente Marittima nella regione della Nuova Aquitania.

## Società

### Evoluzione demografica
Abitanti censiti